# Павлівка (Лубенський район)
Павлі́вка —  село в Україні, у Лубенському районі Полтавської області. Населення становить 257 осіб. До 2020 орган місцевого самоврядування — Шишацька сільська рада.

## Історія
12 червня 2020 року, відповідно до розпорядження Кабінету Міністрів України № 721-р «Про визначення адміністративних центрів та затвердження територій територіальних громад Полтавської області», село увійшло до складу Хорольської міської громади..
19 липня 2020 року, в результаті адміністративно - територіальної реформи та ліквідації Хорольського району, село увійшло до складу новоутвореного Лубенського району.

## Населення

### Мова
Розподіл населення за рідною мовою за даними перепису 2001 року:
| Мова       | Відсоток |
| ---------- | -------- |
| українська | 97,67%   |
| російська  | 2,33%    |

## Географія
Село Павлівка знаходиться на відстані 0,5 км від села Падусі та за 2 км від села Лобкова Балка. В селі є два ставки. Поруч проходить автомобільна дорога М03.